# Южноазиатские игры 1987
3-и Южноазиатские федеративные игры состоялись в Калькутте (Индия) 20 ноября 1987 года. Это было первым случаем, когда Индия принимала Южноазиатские игры, и крупнейшим спортивным событием не только в истории Калькутты, но и в истории всей Западной Бенгалии. Спортсмены из 7 стран приняли участие в состязаниях по 10 видам спорта.

## Виды спорта
- Лёгкая атлетика
- Баскетбол
- Бокс
- Футбол
- Кабадди
- Плавание
- Настольный теннис
- Волейбол
- Тяжёлая атлетика
- Борьба

## Итоги Игр
| Место | Страна    | Золото | Серебро | Бронза | Всего |
| ----- | --------- | ------ | ------- | ------ | ----- |
| 1     | Индия     | 91     | 45      | 19     | 155   |
| 2     | Пакистан  | 16     | 39      | 14     | 66    |
| 3     | Шри-Ланка | 4      | 7       | 23     | 34    |
| 4     | Бангладеш | 3      | 20      | 31     | 54    |
| 5     | Непал     | 2      | 7       | 33     | 42    |
| 6     | Бутан     | 0      | 1       | 5      | 6     |
| 7     | Мальдивы  | 0      | 0       | 0      | 0     |